# Quinze de Novembro
Quinze de Novembro là một đô thị thuộc bang Rio Grande do Sul, Brasil. Đô thị này có diện tích 223,638 km², dân số năm 2007 là 3561 người, mật độ 15,92 người/km².